# Клітоцибе бокалоподібний
Клітоцибе бокалоподібний, грузлик бокалоподібний (Clitocybe cyathiformis (Bull. ex Fr.) Kumm.) — їстівний гриб з родини Трихоломових (Tricholomataceae).

## Будова
Шапка 4-8 см у діаметрі, опукло- або плоскорозпростерта, у центрі з ямкою, потім, увігнуто-лійкоподібна, спочатку з закрученим, потім опущеним, часом коротко-рубчастим краєм, темно- або буро-коричнева, при підсиханні світлішав, гола.
Пластинки сіруваті, згодом злегка рожевувато-сіруваті, низько спускаються по ніжці, біля краю шапки зростаються.
Спори 7-12 Х 4-7,5 мкм. Ніжка 5-11 Х 0,5-1,2 см, буро-сіра, сірокоричнева, волокниста, біля основи розширена, білоповстиста, з порожниною, з перемичками.
М'якуш брудно-білий, буруватий, злегка пахне гірким мигдалем.

## Поширення та середовище існування
В Україні поширений у Лісостепу, на Поліссі та в Закарпатті. Росте у лісах, на галявинах, серед мохів, на трав'янистих місцях, зрідка на гнилій деревині; у вересні — листопаді.

## Використання
Їстівний гриб. Використовують свіжим.